# بخش مک دونالد (شهرستان هاردین، اوهایو)
بخش مک دونالد (به انگلیسی: McDonald Township) یک منطقهٔ مسکونی در ایالات متحده آمریکا است که در شهرستان هاردین، اوهایو واقع شده‌است.
 بخش مک دونالد ۱۱۱٫۱ کیلومتر مربع مساحت و ۸۶۲ نفر جمعیت دارد و ۳۲۰ متر بالاتر از سطح دریا واقع شده‌است.